# Team Deutsche Telekom/1992
Deze pagina geeft een overzicht van de wielerploeg Team Deutsche Telekom in 1992.

## Algemeen
Sponsors: Deutsche Telekom (Telefonieaanbieder)
Algemeen manager: Eddy Vandenhecke
Ploegleiders: Walter Godefroot, Jules De Wever, Frans Van Looy
Fietsen: Edyy Merckx

## Renners
| Naam              | Geboortedatum | Nationaliteit | Ploeg 1991            |
| ----------------- | ------------- | ------------- | --------------------- |
| Uwe Ampler        | 11-08-1964    | Duitsland     | Histor-Sigma          |
| Udo Bölts         | 10-08-1966    | Duitsland     |                       |
| Gino Bos          | 24-11-1969    | België        | Stagiair              |
| Koen De Koker     | 26-12-1969    | België        | Stagiair              |
| Pascal De Smul    | 29-04-1970    | België        | Stagiair              |
| Etienne De Wilde  | 25-03-1958    | België        | Histor-Sigma          |
| Peter Farazijn    | 27-01-1969    | België        | Weinmann-Eddy Merckx  |
| Peter Gänsler     | 05-93-1969    | Duitsland     |                       |
| Bernd Gröne       | 19-02-1963    | Duitsland     |                       |
| Christian Henn    | 11-03-1964    | Duitsland     | Carrera Jeans-Tassoni |
| Jens Heppner      | 23-12-1964    | Duitsland     | Histor-Sigma          |
| Jozef Holzmann    | 24-02-1964    | Duitsland     |                       |
| Michael Hübner    | 08-04-1959    | Duitsland     |                       |
| Andreas Kappes    | 23-11-1965    | Duitsland     | Histor-Sigma          |
| Marc Madiot       | 16-04-1954    | Frankrijk     | R.M.O.                |
| Yvon Madiot       | 21-06-1962    | Frankrijk     | R.M.O.                |
| Robert Matwew     | 17-05-1967    | Duitsland     |                       |
| Wilfried Peeters  | 10-07-1964    | België        | Histor-Sigma          |
| Markus Schleicher | 06-08-1967    | Duitsland     |                       |
| Remig Stumpf      | 25-03-1966    | Duitsland     | Histor-Sigma          |
| Carsten Wolf      | 26-08-1964    | Duitsland     |                       |

## Belangrijke overwinningen
| Zesdaagse van Bremen Winnaars: Etienne De Wilde en Andreas Kappes Vlaamse Pijl Winnaar: Gino Bos GP Kanton Aargau Winnaar: Uwe Ampler Klimmerstrofee Winnaar: Marc Madiot Ronde van Italië 18e etappe: Udo Bölts Wereldkampioenschap keirin Winnaar: Michael Hübner Wereldkampioenschap sprint Winnaar: Michael Hübner Schaal Sels Winnaar: Wilfried Peeters Zesdaagse van Keulen Winnaar: Remig Stumpf Zesdaagse van Gent Winnaar: Etienne De Wilde |

1989 · 1990 · 1991 · 1992 · 1993 · 1994 · 1995 · 1996 · 1997 · 1998 · 1999 · 2000 · 2001 · 2002 · 2003 · 2004 · 2005 · 2006 · 2007 · 2008 · 2009 · 2010 · 2011